# Cleones
En la mitología griega, Cleones, Cleónimo o Cleono (Κλεωνές) es el personaje epónimo de la polis de Cleonas. 
Pausanias nos dice que yendo de Corinto a Argos hay una ciudad, Cleonas. Dicen que Cleones era un hijo de Pélope e Hipodamía, y otros que Cleona era una de las hijas del Asopo que corre junto a Sición; así pues, el nombre le fue puesto a la ciudad por uno de estos dos.